# Вокзал Дорстен
Дорстенский вокзал (нем. Dorsten Bahnhof) — железнодорожный вокзал в городе Дорстене (федеральная земля Северный Рейн-Вестфалия). Здание вокзала расположено между улицами Willy-Brandt-Ring и Gelsenkirchener Straße. По немецкой системе классификации вокзал Дорстена относится к категории 4.

## История
Вокзал был открыт в 1879 году как станция Рейнской железной дороги.

В ходе Рурского восстания в 1920 году железнодорожный мост через реку Липпе были взорваны и в течение нескольких недель Дорстенский вокзал был конечной станцией. Во время оккупации Рура бельгийскими войсками в 1923 году дорстенский вокзал использовался в качестве железнодорожной таможни Мюнстерланда. В конце второй мировой войны отступающие войска вермахта вновь взорвали мост через Липпе и Дорстенский вокзал снова на два года стал конечной станцией.

В 1985 году здание вокзала было отремонтировано, а в 1989 году было взято под охрану государства как памятник архитектуры.

## Движение поездов по станции Дорстен

### REиRB
| Линия | Название         | Маршрут                                   |
| ----- | ---------------- | ----------------------------------------- |
| RE 14 | Der Borkener     | Боркен — Дорстен — Ботроп — Эссен         |
| RB 43 | Emschertal-Bahn  | Дорстен — Ванне-Айкель — Херне — Дортмунд |
| RB 44 | «Der Dorstener»  | Дорстен — Гладбек — Ботроп — Оберхаузен   |
| RB 45 | «Der Coesfelder» | Косфельд — Дорстен-Вульфен — Дорстен      |